# Naissance en 1951
Naissance
- 1947
- 1948
- 1949
- 1950
- 1951
- 1952
- 1953
- 1954
- 1955

Les naissances en 1951 concernent les personnalités nées entre le 1er janvier et le 31 décembre 1951.

## Janvier
- 1er janvier : 
  - Christine Simon, actrice française.
  - Rasim Musabayov, homme politique et politologue azerbaïdjanais.
- 2 janvier : Valdir Peres, footballeur brésilien († 23 juillet 2017).
- 3 janvier : Claude Bachand, homme politique canadien.
- 4 janvier : Yasmin Ratansi, femme politique.
- 5 janvier :
  - Jean-Paul Curnier, philosophe et écrivain français († 5 août 2017).
  - Monyane Moleleki, homme politique lesothan.
- 7 janvier : Talgat Musabayev, cosmonaute soviétique, puis kazakhe († 4 août 2025).
- 8 janvier : Don Campbell, danseur américain († 30 mars 2020).
- 9 janvier : 
  - Michel Barnier, ancien premier ministre et homme politique français.
  - Tadayoshi Nagashima, homme politique japonais († 18 août 2017).
  - Toke Talagi, homme politique niuéen († 15 juillet 2020).
- 10 janvier :
  - Peer Maas, coureur cycliste néerlandais.
  - Kang Sok-kyong, écrivaine sud-coréenne.
- 12 janvier : Kirstie Alley, actrice, productrice et scénariste américaine († 5 décembre 2022).
- 13 janvier :
  - Guy Corneau, analyste jungien et écrivain canadien († 5 janvier 2017).
  - Bernard Loiseau, chef cuisinier français († 24 février 2003).
  - Rush Limbaugh, animateur de radio et éditorialiste politique américain († 17 février 2021).
- 14 janvier :
  - Jean-Luc Brunin, évêque catholique français, évêque d'Ajaccio.
  - José Luis Elejalde, footballeur cubain († 18 février 2018).
  - Pascal Roland, évêque catholique français, évêque de Moulins.
- 15 janvier : Scarlett Marton, philosophe brésilienne.
- 16 janvier : Pauline Larrieu, actrice française.
- 17 janvier : 
  - Damien Alary, homme politique français.
  - Veronica Openibo, religieuse nigériane, supérieure générale.
- 18 janvier : Kamel Omrane, universitaire et homme politique tunisien († 14 mai 2018).
- 21 janvier : 
  - Yvon Dumont, homme politique canadien.
  - Eric Holder, homme politique et avocat américain.
- 24 janvier : Hashpa, peintre, graveur et dessinateur tchécoslovaque puis tchèque († 5 mars 2020).
- 25 janvier :
  - Hans-Jürgen Dörner, footballeur allemand († 19 janvier 2022).
  - Richard L. Hanna, homme politique américain († 15 mars 2020).
- 26 janvier : Michiko Shiokawa, joueuse japonaise de volley-ball.
- 28 janvier : 
  - Leonid K. Kadenyuk, spationaute ukrainien († 31 janvier 2018).
  - Bernard Guetta, journaliste et homme politique français.
- 30 janvier :
  - Andy Anderson, batteur britannique († 26 février 2019).
  - Phil Collins, batteur et auteur-compositeur-interprète britannique.

## Février
- 1er février : Albert Salvadó, écrivain andorran († 3 décembre 2020).
- 3 février : Lamine Dieng, joueur et entraîneur de football sénégalais († 7 décembre 2021).
- 5 février : Joy Grant, financière, diplomate et femme politique bélizienne.
- 6 février : Jacques Villeret, comédien français († 28 janvier 2005).
- 7 février : Gilles Adrien, scénariste et réalisateur français († 24 novembre 2017).
- 8 février :
  - Christian Petr, écrivain et professeur de littérature († 3 juillet 2016).
  - Z'EV, de son vrai nom Stefan Joel Weisser, poète sonore et mystique américain († 16 décembre 2017).
- 9 février : Mitsuru Adachi, mangaka japonais.
- 13 février : Nicole Maestracci, magistrate française († 7 avril 2022).
- 14 février : 
  - Michael Doucet, chanteur, folkloriste et musicologue américain.
  - Boško Abramović, joueur d'échecs yougoslave puis serbe († 19 décembre 2021).
  - Philippe Pozzo di Borgo, auteur et entrepreneur français († 1er juin 2023).
- 15 février : Jane Seymour, actrice et productrice britannique naturalisée américaine.
- 16 février : Greg Selinger, premier ministre du Manitoba.
- 17 février :
  - Meena Alexander, poétesse et romancière indienne († 21 novembre 2018).
  - Barzan Al-Tikriti, chef des services secrets irakiens († 15 janvier 2007).
- 19 février : Alan Merrill, chanteur américain († 29 mars 2020).
- 20 février : 
  - Edward Albert, acteur américain († 22 septembre 2006).
  - Gordon Brown, premier ministre du Royaume-Uni.
  - Randy California, guitariste, chanteur et compositeur américain († 2 janvier 1997).
- 21 février :
  - Roberto Domínguez, matador espagnol.
  - Warren Vaché, trompettiste de jazz américain.
  - Pino Arlacchi, sociologue et politicien italien devenu célèbre pour ses études et ses essais sur la mafia.
  - Wolfgang Frank, joueur et entraîneur de football allemand († 7 septembre 2013).
  - William McDonough, architecte et designer américain.
  - Erik van Dillen, joueur de tennis américain.
  - Armand Vaquerin, joueur de rugby français († 12 juillet 1993).
- 22 février : Elaine Tanner, nageuse canadienne.
- 23 février :
  - Alain Bertrand, homme politique français († 3 mars 2020).
  - Patricia Richardson, actrice américaine.
- 28 février :
  - Raphaëlle Billetdoux, écrivain française.
  - Éric Burgener, footballeur suisse.

## Mars
- 1er mars : David Gold, pair et personnalité politique britannique.
- 3 mars : Mladen Dražetin, docteur en sciences sociales, intellectuel, économiste, créateur de théâtre, poète, écrivain et philosophe serbe († 23 juillet 2015).
- 4 mars : Chris Rea, chanteur anglais.
- 5 mars : Ferhat Mehenni, chanteur kabyle.
- 6 mars : 
  - Carlos Cardet, coureur cycliste cubain.
  - Daniel-Stanislaw Gąsienica, sauteur à ski polonais.
  - Wolfgang Hanisch, athlète, lanceur de javelot allemand.
  - Michel Herbillon, homme politique français.
  - Gerrie Knetemann, coureur cycliste néerlandais († 2 novembre 2004).
  - Jeannot Kouadio-Ahoussou, homme politique ivoirien.
  - Pierre Lebovics, haut fonctionnaire français.
  - Jean-Louis Missika, homme politique français.
  - Walter Trout, guitariste de blues, chanteur et parolier américain.
  - Vic Venasky, joueur professionnel de hockey sur glace canadien.
- 10 mars : 
  - Yves Bur, homme politique français.
  - Oustaz Cheikh Tidiane Gaye, islamologue et écrivain arabophone sénégalais († 7 janvier 2011).
- 11 mars :
  - Iraj Danaifar, footballeur international iranien († 12 décembre 2018).
  - Jorge Galemire, guitariste, chanteur, arrangeur et compositeur uruguayen († 6 juin 2015).
  - Dominique Sanda, actrice française.
- 13 mars : Carlo Vanzina, réalisateur italien († 8 juillet 2018).
- 15 mars :
  - Michel Bez, peintre officiel de la Marine français († 21 septembre 2018).
  - Léonard Mashako Mamba, homme politique congolais († 25 septembre 2017).
- 16 mars : Steven Grives, acteur britannique.
- 17 mars :
  - Junix Inocian, acteur et humoriste philippin († 13 juin 2015).
  - Sydne Rome, actrice américaine.
  - Kurt Russell, acteur américain.
- 18 mars : Bill Frisell, guitariste de jazz américain.
- 19 mars : Fred Berry, acteur américain († 21 octobre 2003).
- 20 mars : Christian Gaillard, peintre français († 9 août 2018).
- 21 mars :
  - Anne-Marie Adiaffi, romancière ivoirienne († 1994).
  - John Hicks, joueur américain de football américain († 30 octobre 2016).
- 22 mars : Musa Manarov, cosmonaute d'Azerbaïdjan.
- 24 mars : Kenneth S. Reightler, Jr., astronaute américain.
- 25 mars : Ethel Blondin-Andrew, homme politique indigène canadien.
- 27 mars :
  - Alain Pedrono, peintre français († 14 avril 1999).
  - Marielle de Sarnez, femme politique française († 13 janvier 2021).
  - Sanja Ilić, compositeur yougoslave puis serbe († 7 mars 2021).
- 28 mars :
  - Karen Kain, danseur canadien.
  - Razak Khan, acteur indien († 1er juin 2016).
- 30 mars : Cho Sung-ki, auteur sud-coréen.
- 31 mars : Simon Dickie, rameur d'aviron néo-zélandais († 13 décembre 2017).

## Avril
- 2 avril :
  - Kiyoshirō Imawano, parolier, compositeur, producteur musical et acteur japonais († 5 février 2009).
  - Takanori Arisawa, compositeur  et arrangeur japonais († 26 novembre 2005).
- 5 avril :
  - Patrick Barbéris, documentariste français († 29 novembre 2018).
  - Belkacem Bouteldja, chanteur de raï algérien († 1er septembre 2015).
  - Guy Vanderhaeghe, auteur canadien.
- 7 avril :
  - Jean-Louis Borloo, homme politique français.
  - Bob Berg, saxophoniste de jazz américain († 5 décembre 2002).
  - Sima Wali, défenseuse des droits humains afghane († 22 septembre 2017).
- 8 avril : Joan Sebastian, chanteur-compositeur mexicain († 13 juillet 2015).
- 9 avril : 
  - Lucia Ragni, actrice et directrice de théâtre italienne († 3 juin 2016).
  - Maria Nichiforov, kayakiste roumaine († 24 juin 2022).
  - Bruno Zanin, acteur italien († 7 juillet 2024).
- 10 avril :
  - Ângela Carrascalão, journaliste, autrice, universitaire et femme politique timoraise.
  - Francine Lavoie, psychologue québécoise.
- 11 avril :
  - Gerry Becker, acteur américain († 13 avril 2019).
  - Jay Benedict, acteur américain († 4 avril 2020).
  - Gato Pérez, musicien d'origine argentine († 18 octobre 1990).
- 12 avril : Huang Sue-Ying, femme politique taïwanaise.
- 13 avril : 
  - Diana Çuli, romancière et femme politique albanaise.
  - Peter Davison, acteur britannique.
  - Joachim Streich, footballeur allemand († 16 avril 2022).
- 14 avril : Ma Kwang-soo, écrivain, poète, essayiste et professeur d'université sud-coréen († 5 septembre 2017).
- 15 avril :
  - Marsha S. Ivins, astronaute américaine.
  - John L. Phillips, astronaute américain.
- 16 avril : Éric Kristy, romancier et scénariste de télévision français († 2 février 2016).
- 17 avril : Tsogzol Natsagdorj, compositeur mongol († 2010).
- 18 avril : Pierre Pettigrew, homme politique canadien.
- 19 avril : Barry Brown, acteur américain († 27 juin 1978).
- 21 avril :
  - Jean-Pierre Dardenne, comédien et réalisateur belge.
  - Tony Danza, comédien américain.
  - Aleksandr Laveykin, cosmonaute soviétique.
  - Jan Huisjes, coureur cycliste néerlandais.
- 23 avril : Bernard Cottret, historien français († 13 juillet 2020).
- 24 avril : László Kovács, footballeur hongrois († 30 juin 2017).
- 27 avril :
  - Ace Frehley, guitariste du groupe Kiss.
  - Viviane Reding, femme politique luxembourgeoise, commissaire européen.
- 28 avril : Claire Auzias, historienne française († 6 août 2024).
- 29 avril : 
  - Kwesi Amissah-Arthur, homme politique ghanéen († 29 juin 2018).
  - Sény Facinet Sylla, ingénieur chimiste et homme politique guinéen.
- 30 avril :
  - Samura Kamara, homme politique sierra-léonais.
  - Ghyslain Tremblay, comédien canadien († 7 avril 2020).

## Mai
- 1er mai : Curro Vázquez, matador espagnol.
- 3 mai :
  - Jan Krzysztof Bielecki, homme politique polonais.
  - Christopher Cross, chanteur et musicien américain.
  - W. H. Pugmire, écrivain américain († 26 mars 2019).
  - Zhang Li, pongiste chinoise († 13 février 2019).
- 6 mai : Ludovic Marcos, historien, écrivain et franc-maçon français († 9 février 2018).
- 8 mai : Catherine Laborde, animatrice de télévision, comédienne et femme de lettres française († 28 janvier 2025).
- 11 mai : 
  - Corinne Lepage, femme politique française.
  - Yves Sioui Durand, écrivain, dramaturge, acteur et metteur en scène Québécois.
  - Didier Mouly, homme politique français († 8 octobre 2023).
- 15 mai : Aziz Daouda, directeur technique national d'athlétisme marocain.
- 16 mai :
  - Christian Lacroix, grand couturier français.
  - Unshō Ishizuka, seiyū japonais († 13 août 2018).
- 17 mai : Ryū Matsumoto, homme politique japonais († 21 juillet 2018).
- 19 mai : Joey Ramone, chanteur du groupe les Ramones († 15 avril 2001).
- 20 mai : 
  - Thomas Akers, astronaute américain.
  - Christie Blatchford, journaliste canadienne († 12 février 2020).
- 21 mai : Robert Saucier, artiste canadien.
- 22 mai : Božo Janković, joueur et entraîneur de football yougoslave († 1er octobre 1993).
- 23 mai :
  - Hicham el-Bastawissi, magistrat et homme politique égyptien († 17 avril 2021).
  - Anatoly Karpov, joueur d'échecs russe.
- 24 mai :
  - Jean-Pierre Bacri, acteur et scénariste français († 18 janvier 2021).
  - Ronald A. Parise, astronaute américain († 9 mai 2008).
- 25 mai :
  - Urs Amann, peintre surréaliste suisse († 7 mai 2019).
  - François Bayrou, homme politique français et premier ministre depuis 2024.
  - Jamaluddin Jarjis, homme politique malaisien († 4 avril 2015).
  - Bernard Martelet, peintre et graveur français († 14 avril 2021).
- 26 mai :
  - Muhammed Faris, spationaute syrien († 19 avril 2024).
  - Sally Ride, astronaute américaine († 23 juillet 2012).
  - Zbigniew Żupnik, peintre polonais († 27 juillet 2000).
- 28 mai : Daniel Dolan, prêtre traditionaliste américain sédévacantiste († 26 avril 2022).
- 30 mai : Alain Anziani, homme politique français († 19 juillet 2025).
- 31 mai :
  - Jean-Louis Brost, footballeur français.
  - Serge Brussolo, écrivain français de science-fiction, de policier et de fantastique.

## Juin
- 1er juin : 
  - Vijaya Dabbe, écrivaine indienne († 23 février 2018).
  - Olivier Dassault, homme politique et homme d'affaires français († 7 mars 2021).
  - Frank Morzuch, artiste plasticien franco-canadien.
  - Lola Young, femme politique britannique.
- 2 juin :
  - Maguy Marin, danseuse et chorégraphe française de danse contemporaine.
  - Gilbert Baker, artiste américain, militant des droits civiques, créateur du drapeau arc-en-ciel († 31 mars 2017).
  - Gabriel Báñez, écrivain argentin († juillet 2009).
  - Larry Robinson, joueur de hockey sur glace canadien.
- 3 juin :
  - Jill Biden, enseignante américaine, épouse de Joe Biden.
  - Aleksandr Bodounov, joueur de hockey sur glace soviétique puis russe († 11 mai 2017).
- 5 juin :
  - Silvio Longobucco, footballeu italien († 2 avril 2022).
  - Mariétta Yannákou, femme politique grecque († 27 février 2022).
- 7 juin : Ralph Palmer, pair et homme politique britannique.
- 8 juin :
  - Olga Jackowska, chanteuse et auteure-compositrice polonaise de rock († 28 juillet 2018).
  - Bonnie Tyler, chanteuse britannique.
- 10 juin : France Dougnac, actrice française († 4 juillet 2018).
- 11 juin :
  - Marijan Beneš, boxeur yougoslave puis bosnien († 4 septembre 2018).
  - Roland Brogli, homme politique suisse († 12 juin 2017).
- 13 juin : 
  - Richard Thomas, acteur producteur et réalisateur américain.
  - Stellan Skarsgård, acteur suédois.
  - Mike Jones, catcheur américain († 28 février 2024).
- 18 juin :
  - Salvatore Bellomo, catcheur, promoteur et entraîneur de catch belge († 9 février 2019).
  - Jean-Marc Roubaud, homme politique français.
- 19 juin : 
  - Bill Blaikie, homme politique († 24 septembre 2022).
  - Thierry Girard, photographe français.
  - Ayman al-Zawahiri, djihadiste égyptien († 30 juillet 2022).
- 20 juin : 
  - Patrick Raynal, acteur français.
  - Tress MacNeille, actrice américaine.
- 23 juin : Alex Asmasoebrate, pilote automobile et homme politique indonésien († 2 janvier 2021).
- 24 juin : 
  - Markku Tuokko, athlète finlandais, spécialiste du lancer de poids et du disque († 16 février 2015).
  - Myint Swe, homme d'État birman.
- 27 juin :
  - Sidney M. Gutierrez, astronaute américain.
  - Mary McAleese, femme politique irlandaise, présidente de la république d'Irlande.
- 28 juin : 
  - Walter Alva, anthropologue et archéologue péruvien.
  - Virgil Mihaiu, écrivain roumain.
  - Peggy Nash, femme politique canadienne.
- 29 juin :
  - Don Rosa, auteur de comics.
  - Billy Hinsche, musicien américain († 20 novembre 2021).
- 30 juin : Stephen S. Oswald, astronaute américain.

## Juillet
- 3 juillet : Jean-Claude Duvalier, homme politique haïtien, président à vie de 1971 à 1986 († 4 octobre 2014).
- 4 juillet :
  - Philippe de Dieuleveult, journaliste reporter d'images et animateur de télévision français (porté disparu le 6 août 1985).
  - John Alexander, joueur de tennis australien.
  - Kathleen Hartington Kennedy, femme politique américaine, membre de la famille Kennedy.
- 5 juillet : Roger Wicker, homme politique et sénateur des États-Unis pour le Mississippi depuis 2007.
- 6 juillet : 
  - Béatrice Chatelier, actrice française.
  - Geoffrey Rush, acteur australien.
  - Simon-Pierre Saint-Hillien, prélat catholique haïtien († 22 juillet 2015).
- 7 juillet :
  - Francisco Guerrero Marín, compositeur espagnol de musique contemporaine († 19 octobre 1997).
  - John Phillips, footballeur gallois († 31 mars 2017).
  - Michael Henderson, bassiste de jazz fusion américain († 19 juillet 2022).
- 8 juillet : Anjelica Huston, actrice et réalisatrice américaine de cinéma et de télévision.
- 10 juillet : Phyllis Smith, actrice américaine de cinéma et de télévision.
- 11 juillet :
  - Krzysztof Jung, peintre, graphiste, performer, pédagogue et concepteur du théâtre plastique polonais († 5 octobre 1998).
  - Évelyne Leclercq , speakerine, animatrice de télévision et actrice française.
  - Nikolaï Patrouchev, général et homme politique russe.
- 12 juillet : 
  - Antoni Asunción, homme d'État espagnol, membre du Parti socialiste ouvrier espagnol († 5 mars 2016).
  - Cheryl Ladd, actrice et chanteuse américaine.
- 15 juillet : Nelson Martínez, chimiste et homme politique vénézuélien († 12 décembre 2018).
- 17 juillet : Lucie Arnaz, actrice américaine.
- 18 juillet :
  - Kevin Elyot, dramaturge, acteur et scénariste britannique († 7 juin 2014).
  - Margo Martindale, actrice américaine.
- 20 juillet : 
  - Hergo (Henri Godineau), photographe français († 28 janvier 2020).
  - Jeff Rawle, acteur britannique.
  - Paulette Bourgeois, auteure canadienne de littérature d'enfance et de jeunesse.
  - Brigitte Catillon, actrice et scénariste française.
- 21 juillet : 
  - Arlette Chabot, journaliste française.
  - Lillias White, actrice américaine.
  - Robin Williams, acteur, humoriste et producteur américain († 11 août 2014).
- 23 juillet :
  - Tom Fleming, coureur de fond américain († 19 avril 2017).
  - Edie McClurg, actrice américaine.
- 24 juillet : Lynda Carter, actrice, chanteuse, auteur-compositeur-interprète et mannequin américaine.
- 25 juillet : Jacques Legros, présentateur de télévision et journaliste français.
- 26 juillet : William S. McArthur, Jr., astronaute américain.
- 27 juillet : 
  - José Irazu Garmendia, écrivain espagnol bascophone.
  - Shawn Murphy, homme politique canadien.
- 28 juillet :
  - Ray Kennedy, footballeur puis entraîneur anglais († 30 novembre 2021).
  - Francis Piasecki, footballeur français († 6 mars 2018).
  - Santiago Calatrava Valls, architecte, artiste et ingénieur espagnol.
- 29 juillet :
  - Jack Blessing, acteur américain († 14 novembre 2017).
  - Andrew Wallace-Hadrill, historien britannique.

## Août
- 2 août : 
  - Bernard Simonay, écrivain français († 21 mai 2016).
  - Andrew Gold, chanteur, guitariste et compositeur américain († 3 juin 2011).
  - Alessio Casimirri, terroriste italien.
- 3 août : 
  - Hans Schlegel, spationaute allemand.
  - Marcel Dionne, joueur de hockey sur glace canadien.
  - Jay North, acteur américain († 6 avril 2025).
- 5 août : François-Bernard Huyghe, politologue, médiologue et essayiste français († 6 septembre 2022).
- 7 août : François Drouin, chef d'entreprise français.
- 8 août : Martin Brest, réalisateur, scénariste, producteur, acteur et monteur américain.
- 10 août : Judy Wasylycia-Leis, femme politique canadienne.
- 12 août :
  - Charles E. Brady, Jr., astronaute américain († 23 juillet 2006).
  - Gilles Millet, journaliste français († 21 avril 2018).
- 15 août : Bobby Caldwell, chanteur et guitariste de jazz américain († 14 mars 2023).
- 16 août : Irene Mathyssen, femme politique ontarienne.
- 17 août : 
  - Robert Joy, acteur, producteur et compositeur canadien.
  - Javier Buendía, rejoneador espagnol.
- 18 août : Annie Goetzinger, dessinatrice française († 20 décembre 2017).
- 19 août : 
  - Jean-Luc Mélenchon, homme politique français.
  - John Deacon, bassiste du groupe Queen.
- 20 août : Keiichi Tahara, photographe japonais († 6 juin 2017).
- 21 août : Bernhard Germeshausen, bobeur est-allemand († 15 avril 2022).
- 23 août : Jimi Jamison, chanteur et auteur-compositeur américain († 1er septembre 2014).
- 24 août : 
  - Orson Scott Card, écrivain américain.
- 27 août :
  - David Held, politologue britannique († 2 mars 2019).
  - Luc Jalabert, rejoneador français († 27 mars 2018).
- 30 août : 
  - Gediminas Kirkilas, homme politique lituanien († 20 avril 2024).
  - Timothy Bottoms, acteur américain.
- 31 août : Jean-Pierre St-Louis, cadreur et directeur de la photographie canadien († 9 avril 2020).
- ? août : Zhang Yang, général de l'Armée populaire de libération en Chine († 23 novembre 2017).

## Septembre
- 1er septembre : Ghassan Salamé, homme politique libanais.
- 2 septembre : Mark Harmon, acteur, réalisateur et producteur américain.
- 4 septembre :
  - Bertie Ahern, homme politique irlandais.
  - Claude Meunier, humoriste et auteur québécois.
  - Eusebio Ruvalcaba, écrivain et journaliste mexicain († 7 février 2017).
  - Judith Ivey, actrice américaine.
- 5 septembre : Michael Keaton, acteur, producteur et réalisateur américain.
- 6 septembre :
  - Martin Aristide Okouda, homme politique camerounais († 9 avril 2021).
  - Šaban Šaulić, chanteur yougoslave puis serbe († 17 février 2019).
- 7 septembre :
  - Kebede Balcha, athlète éthiopien spécialiste du marathon († 10 juillet 2018).
  - Chrissie Hynde, chanteuse et guitariste américaine.
  - Laurent Ulrich, évêque catholique français, archevêque de Paris.
- 9 septembre : 
  - Ildikó Schwarczenberger, escrimeuse hongroise († 13 juillet 2015).
  - Manoëlle Gaillard, actrice française.
- 12 septembre : Jean-Luc Brylinski, mathématicien franco-américain.
- 13 septembre : Salva Kiir, militaire et homme d'État soudanais puis sud-soudanais.
- 17 septembre : Alexander Kanengoni, écrivain et journaliste zimbabwéen († 12 avril 2016).
- 18 septembre : 
  - Dee Dee Ramone, leader du groupe punk les Ramones († 5 juin 2002).
  - Jean-Didier Lecaillon, économiste français
- 19 septembre : 
  - Marie-Anne Chazel, comédienne, réalisatrice et scénariste française.
  - Daniel Lanois, producteur de musique, musicien et auteur-compositeur-interprète canadien.
- 20 septembre : 
  - Guy Lafleur, joueur de hockey sur glace († 22 avril 2022).
  - François Lumumba, homme politique congolais.
- 21 septembre : Jacques Mbadu, homme politique congolais († 19 juillet 2018).
- 23 septembre :
  - Peter Lampert, entrepreneur et homme politique liechtensteinois († 4 juillet 2015).
  - Shehbaz Sharif, homme politique pakistanais.
  - Carlos Holmes Trujillo, homme politique colombien († 26 janvier 2021).
- 26 septembre : 
  - Ronald DeFeo Jr., criminel américain († 12 mars 2021).
  - Abdelmoumen Ould Kaddour, chef d'entreprise algérien.
- 27 septembre : 
  - Ren Ōsugi, acteur japonais († 21 février 2018).
  - Jim Shooter, auteur de bandes dessinées († 30 juin 2025).
- 28 septembre :
  - Jim Diamond, chanteur et musicien écossais († 8 octobre 2015).
  - Silvia Dionisio, actrice italienne.
- 29 septembre :
  - Michelle Bachelet, femme politique chilienne.
  - Sergueï Morozov, coureur cycliste soviétique († 28 avril 2001).

## Octobre
- 1er octobre : Heddy Honigmann, réalisatrice, productrice et scénariste néerlando-péruvienne († 21 mai 2022).
- 2 octobre : Sting, musicien, chanteur et acteur britannique.
- 3 octobre : 
  - Kathy Sullivan, astronaute américaine.
  - Amelia Rueda, présentatrice radio costaricaine.
- 5 octobre : Karen Allen, actrice américaine.
- 7 octobre : Enki Bilal, dessinateur de bande dessinée.
- 8 octobre : Adrian Palmer, homme politique britannique.
- 11 octobre : 
  - Jean-Jacques Goldman, auteur, compositeur et interprète français.
  - Kim Ja-ok, actrice sud-coréenne († 16 novembre 2014).
  - Louise Rennison, écrivain et comédienne britannique († 29 février 2016).
- 12 octobre : Luciano Borgognoni, coureur cycliste italien († 2 août 2014).
- 13 octobre : Elie Onana, footballeur camerounais († 2 avril 2018).
- 14 octobre : Patrick Lanneau, peintre, dessinateur, lithographe et vidéaste français.
- 15 octobre : Carmen Daniela, pianiste autrichienne.
- 23 octobre : José Manuel Maza, magistrat, criminologue et écrivain espagnol († 18 novembre 2017).
- 25 octobre :
  - Gilles Rhéaume, Personnalité politique, militant nationaliste québécois († 8 février 2015).
  - Inija Trinkūnienė, ethnologue lituanienne.
- 26 octobre :
  - James Brown, peintre, sculpteur, dessinateur et graveur américain († 22 février 2020).
  - Patrice Carmouze, journaliste, animateur de télévision et de radio français.
- 27 octobre : Éric Morena, chanteur français († 16 novembre 2019).
- 28 octobre :
  - Michel Cartatéguy, évêque catholique français.
  - Judy Doorman, actrice néerlandaise.
  - Patrick Jusseaume, dessinateur de bande dessinée français († 25 octobre 2017).
  - Mike Sharpe, lutteur canadien († 17 janvier 2016).
- 30 octobre : Harry Hamlin, acteur américain.
- 31 octobre : François Bracci, footballeur international français († 27 décembre 2023).

## Novembre
- 1er novembre : Fabrice Luchini, acteur français.
- 2 novembre : Guy Bonnardot, chanteur, producteur et peintre français († 20 mars 1990).
- 8 novembre :
  - Win Myint, homme politique birman président de la Birmanie de 2018 à 2021.
  - Tomokatsu Kitagawa, homme politique japonais († 26 décembre 2018).
- 9 novembre :
  - Lou Ferrigno, acteur et culturiste américain.
  - Martin Khor, économiste et journaliste malaisien († 1er avril 2020).
- 11 novembre :
  - Sebastian Francis, évêque, président de la Conférence des évêques catholiques de Malaisie, de Singapour et de Brunei.
  - Kim Peek, savant autiste américain († 19 décembre 2009).
- 12 novembre : 
  - Patrick Sabatier, animateur et producteur de télévision et de radio français.
  - Sylvie Genty, actrice et écrivaine française († 16 décembre 2022).
- 14 novembre : Alec John Such, bassiste américain († 5 juin 2022).
- 15 novembre : Ellen Tauscher, femme politique américaine, sous-secrétaire d'État († 29 avril 2019).
- 17 novembre : 
  - Dean Paul Martin, acteur et chanteur américain († 21 mars 1987).
  - Lazarus You Heung-sik, cardinal sud-coréen de la Curie romaine.
- 18 novembre :
  - Heinrich Schiff, violoncelliste et chef d'orchestre autrichien († 23 décembre 2016).
  - Mark N. Brown, astronaute américain.
- 20 novembre : Rodger Bumpass, acteur américain.
- 21 novembre :
  - Vlasta Parkanova, femme politique tchèque, ministre de la République tchèque.
  - Thomas Roth, présentateur de journal télévisé allemand.
- 22 novembre : Lidia Semionova, joueuse d'échecs ukrainienne († 4 juillet 2025).
- 23 novembre : David Rappaport, acteur britannique († 2 mai 1990).
- 26 novembre : Elena Anna Staller dit la Cicciolina, actrice pornographique et politicienne italienne d'origine hongroise.
- 27 novembre : Jean-Claude Idée, metteur en scène, auteur, directeur de deux ASBL et dramaturge franco-belge († 26 août 2022).
- 28 novembre :
  - Bobby Chacon, boxeur américain († 7 septembre 2016).
  - Martial Ménard, militant nationaliste breton, devenu linguiste, lexicographe, éditeur et journaliste († 8 septembre 2016).
- 29 novembre : Tonie Marshall, actrice, réalisatrice et scénariste franco-américaine († 12 mars 2020).

## Décembre
- 1er décembre :
  - Aleksandr Panaïotov Aleksandrov, spationaute bulgare.
  - Jaco Pastorius, bassiste de jazz américain († 21 septembre 1987).
  - Treat Williams, acteur, producteur et réalisateur américain († 12 juin 2023).
- 2 décembre : 
  - Roman Bunka, guitariste, compositeur et joueur allemand de oud († 12 juin 2022).
  - József Tóth, footballeur international hongrois († 11 août 2022).
- 3 décembre : Jean-Pierre Lachaux, dessinateur et peintre français.
- 4 décembre : 
  - Julio Robles, matador espagnol († 14 janvier 2001).
  - Gary Rossington, guitariste américain du groupe Lynyrd Skynyrd († 5 mars 2023).
- 5 décembre :
  - Tony Devon, acteur et producteur américain († 26 février 2022).
  - Georges Talbourdet, coureur cycliste français († 4 décembre 2011).
- 7 décembre : Richard Darbois, acteur franco-canadien.
- 9 décembre : Dominique Dropsy, footballeur français († 7 octobre 2015).
- 12 décembre : 
  - Steven A. Hawley, astronaute américain.
  - Rehman Malik, homme politique pakistanais († 23 février 2022).
- 13 décembre : Bernard Reyt, footballeur français († 1er février 2004).
- 15 décembre : David Bischoff, écrivain américain († 19 mars 2018).
- 16 décembre : Mark Heard, chanteur, compositeur et producteur américain († 16 août 1992).
- 17 décembre : Curro Rivera, matador mexicain († 23 janvier 2001).
- 18 décembre :
  - Pape Diouf, personnalité franco-sénégalaise du football († 31 mars 2020).
  - Andy Thomas, astronaute américain.
  - Vladimir Yumin, lutteur soviétique spécialiste de la lutte libre († 4 mars 2016).
- 19 décembre : 
  - Jacques Blaquart, évêque catholique français, évêque auxiliaire de Bordeaux.
  - Fred W. Leslie, astronaute américain.
  - Anatoli Aliabiev, biathlète soviétique puis russe († 11 janvier 2022).
- 21 décembre : Timothy C. May, informaticien américain († 13 décembre 2018).
- 22 décembre : Gerald Grosvenor, membre de la Chambre des Lords et général de l'Armée britannique († 9 août 2016).
- 23 décembre : Anthony Phillips, guitariste britannique.
- 24 décembre : Kathleen Fox, aviatrice et dirigeante canadienne.
- 25 décembre : Aleksandr Volkov, homme politique soviétique puis russe († 20 mai 2017).
- 26 décembre : John Scofield, guitariste de jazz américain.
- 27 décembre : Ernesto Zedillo Ponce de León, président du Mexique entre 1994 et 2000.
- 28 décembre : Gilbert Montagné, chanteur français.
- 30 décembre : Norman I. Platnick, arachnologiste américain († 8 avril 2020).
- 31 décembre : Eldar Kouliev, réalisateur et scénariste soviétique et kirghize († 14 janvier 2017).

## Date précise inconnue
- Jacques Anouma, président de la Fédération ivoirienne de football.
- Naby Camara, joueur puis entraîneur de football guinéen († 4 janvier 2018).
- Abdelaziz Chamkh, artiste berbère marocain († 11 avril 2014).
- Abdel Aziz El Mubarak, chanteur de musique world-reggae soudanais († 9 février 2020).
- Sofía Gandarias, peintre espagnole († 23 janvier 2016).
- Alain Gautré, comédien, clown et marionnettiste français († 3 février 2017).
- Maurice Kakou Guikahué, cardiologue et homme politique de Côte d'Ivoire.
- Mahmoud Guinia, musicien marocain († 2 août 2015).
- Moussa Konaté, écrivain malien († 30 novembre 2013).
- Viktor Kopylov, coureur cycliste soviétique († 9 novembre 2010).
- Ammouri Mbark, compositeur, chanteur et musicien marocain († 14 février 2015).
- Uri Katzenstein, sculpteur, artiste visuel, musicien, constructeur d'instruments de musique et des machines sonores et cinéaste israélien († 24 août 2018).
- Gébrane Oreiji, homme politique libanais († 9 janvier 2019).
- Omari Léa Sisi, homme politique congolais († 9 février 2016).
- France Renoncé, dessinatrice française de bande dessinée.
- Mario Roy, journaliste et éditorialiste québécois († 5 mai 2022).
- Mahmoud Tabrizi-Zadeh, musicien iranien, joueur de santûr et kamânche († 23 mai 1997).
- Léon Taerea, peintre, dessinateur de bande dessinée, illustrateur et écologiste français († 19 juin 2008).
- Canan Tan, écrivaine turque.
- Babacar Touré, journaliste sénégalais († 26 juillet 2020).
- Ellinah Wamukoya, Évêque anglican swazie († 19 janvier 2021).
- Abbas Yari, journaliste et critique de cinéma iranien.